# Бупивакаин
Бупивакаин — лекарственное средство, местный анестетик амидного ряда. Обладает медленно развивающимся эффектом, длительной активностью и более мощным (приблизительно в 16 раз) действием, чем новокаин. Входит в примерный перечень основных лекарственных средств Всемирной организации здравоохранения.

## Структура
Подобно лидокаину, бупивакаин является амидным анестетиком: гидрофобная ароматическая часть и гидрофильный «хвост» соединены амидной связью (в отличие от, к примеру, новокаина и тетракаина, в которых соответствующие части соединены эфирной связью). Благодаря такому строению, амидные анестетики, в отличие от сложноэфирных, более стабильны и имеют более длительное время полувыведения, так как метаболизируются не плазменными ферментами, а системой цитохромов печени. По структуре бупивакаин отличается от лидокаина тем, что аминосодержащей его частью является пиперидиновый гетероцикл. По сравнению с ропивакаином, бупивакаин имеет более длинный углеводородный «хвост» и, как следствие, большую липофильность и кардиотоксичность. Препараты бупивакаина, представляющие собой рацемическую смесь S (-) и R (+) энантиомеров, обладают более высокой кардиотоксичностью, чем препараты изолированного левовращающего S (-) энантиомера (левобупивакаина).

## Механизм действия
Как и остальные местные анестетики, бупивакаин блокирует натриевые каналы цитоплазматической мембраны нейронов, тем самым предотвращая распространение импульса по нервным волокнам. Рецепторы для местных анестетиков, локализованные в S6-сегменте IV домена внутриклеточной части натриевых каналов, более чувствительны к их протонированной форме. Бупивакаин, являясь слабым основанием, сохраняет нейтральную форму при физиологических значениях pH тканей (около 7,4) и легко диффундирует к внутренней поверхности мембраны, где превращается в ионизированную катионную форму, присоединяя протон. Связываясь с рецептором натриевого канала, находящегося в открытой или инактивированной форме, бупивакаин пролонгирует инактивированное состояние канала, предотвращая таким образом возникновение следующего потенциала действия.
Подобно другим анестетикам, бупивакаин вызывает последовательную блокаду проведения импульса по волокнам в зависимости от их размера (мелкие нервные волокна более чувствительны, чем крупные), степени миелинизации (миелинизированные волокна блокируются легче, чем немиелинизированные) и степени активации (чем чаще по волокну проходят импульсы, тем больше каналов оказываются в открытом состоянии, доступном блоку). Первой происходит потеря болевой чувствительности, последней — потеря двигательной активности. Однако степень и длительность чувствительной блокады, индуцированной бупивакаином, значительно превышает двигательную.

## Фармакокинетика
Фармакокинетика бупивакаина зависит от дозы, концентрации и пути его введения, а также наличия в растворе адъювантов (адреналина или мезатона для пролонгирования эффекта, натрия гидрокарбоната для ускорения диффузии).
- Максимальная концентрация в крови: через 30-45 минут
- Развитие местной анестезии: через 5-10 минут
- Период полувыведения: 2,7 часов у взрослых; 8,1 часов у новорожденных
- Длительность анестезии: от 45 минут (блокада мышц живота) до 14 часов (межреберная блокада)
- Связь с белками: около 95 %
- Метаболизм: в печени (N-деалкилирование и конъюгация с глюкуроновой кислотой)
- Экскреция: почками (6 % в неизмененном виде)[9][10]

## Медицинское применение
В различных концентрациях применяется для инфильтрационной анестезии (0,25 %), блокады периферических нервов и сплетений (0,25-0,5 %), эпидуральной (0,5-0,75 %), каудальной (0,25-0,5 %) и спинальной (0,5 %) анестезии, а также для ретробульбарных блокад (0,75 %). Бупивакаин широко используется для эпидуральной анестезии при родах и в постоперационный период. Также инъекции бупивакаина в соответствующие мышцы, двигающие глаз, успешно применяются для коррекции различных видов косоглазия.

## Побочные эффекты
Побочные эффекты при применении бупивакаина редки и возникают в большинстве своем при введении неадекватных доз или нарушении методики введения препарата. Существует вероятность развития аллергических реакций.
Клинически значимые побочные эффекты при системной абсорбции затрагивают центральную нервную систему и сердечно-сосудистую систему.
Со стороны нервной системы сначала возникают симптомы возбуждения ЦНС: онемение лица и языка, металлический вкус, беспокойство, тревожность, головокружение, шум в ушах, нарушение зрения, тремор конечностей, судороги. Далее они сменяются признаками угнетения ЦНС: паралич конечностей, грудных мышц, мышц глотки, паралич дыхательной мускулатуры, ступор, сопор, кома.
Изначальная стимуляция ЦНС объясняется блокадой тормозных нейронов. Быстрое системное введение анестетика не вызывает фазы возбуждения ЦНС. Фаза угнетения ЦНС наступает при блоке активности возбуждающих нейронов.
Со стороны сердечно-сосудистой системы могут возникнуть: снижение сердечного выброса, атриовентрикулярный блок, гипотензия, брадикардия, желудочковые аритмии, асистолия.
Бупивакаин обладает более выраженной кардиотоксичностью, чем остальные анестетики, что объясняется более медленной диссоциацией его комплекса с быстрыми натриевыми каналами сердца.
При внутриартикулярном введении препарата может наблюдаться хондролиз.
При введении больших объемов или концентрированных растворов анестетика в субарахноидальное пространство возможно появление следующих симптомов: парестезия, паралич, апноэ, гиповентиляция, недержание мочи и кала, импотенция, гипотония, менингеальный синдром. Токсическое действие усиливается при наличии у пациента гипоксии, гиперкапнии, ацидоза.
Бупивакаин также обладает миотоксическим действием, обусловленным его способностью индуцировать апоптоз миоцитов.
Использование бупивакаина для спинальной и эпидуральной анестезии очень редко осложняется переходящими неврологическими симптомами (англ. Transient Neurologic Symptoms) в сравнении с лидокаином, однако in vitro его нейротоксичность гораздо выше.

## Противопоказания
Бупивакаин противопоказан лицам с повышенной индивидуальной чувствительностью к бупивакаину или другим местным анестетикам амидного ряда, а также пациентам с противопоказаниями к проведению регионарной анестезии (наличие инфекции кожных покровов в месте предполагаемой пункции, сепсис, коагулопатия, кровотечения, шок, коллапс). 0,75 % раствор противопоказан к использованию в акушерской практике в связи со случаями остановки сердца у беременных.

### Беременность и лактация
Бупивакаин проникает через плацентарный барьер и принадлежит к категории С действия на плод по FDА: адекватные контролируемые исследования по поводу его применения во время беременности не проводились. Однако он разрешен к использованию для проведения спинальной анестезии во время родов: при должном назначении побочных эффектов у плода не отмечается.
Бупивакаин проникает в грудное молоко, вследствие чего его применение на время кормления грудью следует прекратить.

## Липосомальный бупивакаин
Липосомальный бупивакаин был одобрен FDA для использования во врачебной практике в октябре 2011 года. Он представляет собой бупивакаин, заключенный в мультивезикулярные липосомы. Каждая такая липосома состоит из множества камер (везикул) с гидрофильными ядрами, в которых находится анестетик. Такая форма пролонгирует действие бупивакаина до 72 часов. Концентрация липосомального бупивакаина в крови имеет два пика: первый пик (приблизительно через 1 час после введения) соответствует системной абсорбции свободного бупивакаина в липосомальном растворе, второй пик (через 12-36 часов) — результат постепенного высвобождения анестетика из липосомальных частиц. Время полувыведения препарата — 13,4 — 31,4 часов в зависимости от вводимой дозы.
Наиболее частыми побочными эффектами применения липосомального бупивакаина являются тошнота, рвота, констипация, периферические отеки, гипотония, повышение температуры тела, головная боль.
Клинические исследования показывают, что липосомальный бупивакаин может стать альтернативой опиоидным анальгетикам, применяемым для обезболивания в пред- и постоперационный период.